# For a Woman's Honor (film 1910)
For a Woman's Honor è un cortometraggio muto del 1910 diretto da Sidney Olcott.

## Trama
Due giovani che scappano da casa per andare a sposarsi, soccorrono la moglie del mugnaio che, caduta incidentalmente a terra, è stata derubata. Lui fascia la ferita della donna con il suo fazzoletto e poi riaccompagna a casa la ragazza che, nel frattempo, ha deciso di non voler più fuggire. Il giorno dopo, viene trovato il corpo senza vita della moglie del mugnaio: tutti i sospetti cadono sul giovane che, per non compromettere l'innamorata, tace sui motivi della sua presenza lì quella notte. Lei, del resto, non ha il coraggio di parlare. Sarà solo quando verrà messa in pericolo la vita del suo innamorato, che troverà il coraggio di confessare la verità, salvandolo dalla forca.

## Produzione
Il film fu prodotto dalla Kalem Company.

## Distribuzione
Distribuito dalla General Film Company, il film - un cortometraggio di una bobina - uscì nelle sale cinematografiche USA il 9 novembre 1910.